# Swaffham
Swaffham – miasto w Wielkiej Brytanii, w Anglii, w hrabstwie Norfolk, w dystrykcie Breckland. W 2015 roku miasto liczyła 7557 mieszkańców.